# Gare d’Annecy
Gare d’Annecy vasútállomás Franciaországban, Annecy településen.

## Vasútvonalak
Az állomást az alábbi vasútvonalak érintik:
- Aix-les-Bains-Annemasse-vasútvonal

## Kapcsolódó állomások
A vasútállomáshoz az alábbi állomások vannak a legközelebb:
- Gare de Rumilly
- Gare de Pringy (Coppet vasútállomás, Léman Express Line 2)